# 遊パチ
遊パチ（ゆうパチ）とは、『手軽に安く遊べるパチンコ・パチスロ運営委員会』によって定められた、大衆娯楽向けのスペック設定であるパチンコ、パチスロ、パロット機種の愛称。全日本遊技事業協同組合連合会の登録商標である。

## 愛称制定の背景
2004年のパチンコ機内規改正で大当たり確率の下限が360分の1から500分の1に緩和され、確変割合の制限が撤廃されたことにより、パチンコメーカー各社はこぞって低確率・高継続の機種を発売した結果、大当たりするまでに多額の資金が必要となる、射幸性の高い機種が氾濫することになった。これを重く見た警察庁の意向を踏まえ、2006年に大当たり確率の下限を400分の1に引き上げる内規改定を行うと同時に、射幸性を抑えた機種の開発・普及を促進する動きが高まった。
まず2005年12月に一般ユーザー向けイベント「遊べるパチンコ OPENFORUM 2005」が開催され、現在の遊パチに相当する機種が展示・試遊された。2006年5月には羽根モノ・普通機を中心とする「遊べるパチンコ機リスト」が業界団体により公表された。そして、2006年10月にパチンコ・パチスロ業界団体が共同して2度目となる一般ユーザー向けイベント「手軽に安く遊べるパチンコ・パチスロ展示会」を開催した。これに合わせて、手軽に安く遊べるパチンコ・パチスロの愛称を募集するキャンペーンを行い、約1万4千通の応募の中から選ばれたのが「遊パチ」である。

## 機種分類
2007年のパチンコ店による業界団体4団体による決議によれば、遊パチの定義としてパチンコ・パチスロを問わず「およそ5000円で2時間以上遊べる遊技機」を指すことになっている。しかし、当時稼働中の機種でこの条件を満たすものは充分に流通しているとはいえず、実際一部の業界団体では、前記の基準を満たさずともそれに準ずる機種を遊パチとして推奨するとしている。
結果、広義の遊パチの基準として、
- 大当たり確率（低確率）がおおむね100分の1前後のデジパチタイプのパチンコ（ハネデジ・甘デジ）
- 羽根モノタイプ・普通機タイプにあたるパチンコ
- 一部の5号機パチスロ

という認識がなされている。
どの機種が遊パチであるかについては、2007年10月に行われたイベント「遊パチAWARD2007」の時に、手軽に安く遊べるパチンコ・パチスロ運営委員会がホームページ上に掲示したリストこそあったが、それ以降については、メーカーが遊パチに該当するとみなした機種に「遊パチマーク」を付けて発売する方式をとっており、前記の基準に該当しても遊パチにあたらない機種もある。ユーザーが遊パチか否かを判断するには、
- 盤面やメーカー作成の小冊子などに「遊パチマーク」があるか確認する
- 2007年以降発売のパチンコ機では、機種名の頭に「A」がついているか確認する（例：CRAフィーバー創聖のアクエリオンYF-T）

といった方法で確認できる。
2010年には、日本遊技機工業組合（日工組）が、デジパチタイプの遊パチの定義として以下のように取り決め、同年11月1日申請分より実施されることとなった。
1. 大当たり確率（低確率）は、100分の1を超えること
2. 大当たり1回あたりの出玉は、すべてその最大出玉の4分の1以上にすること
3. 上記「1.」、「2.」の条件を満たせなければ遊パチとはみなされない（機種名の頭に「A」をつけることができない）

## CRAA機
遊パチとは別の観点から遊べるパチンコとして、いわゆる「1円パチンコ」等の低玉貸し営業が普及している中、2010年に日本遊技関連事業協会（日遊協）が「1円パチンコのエッセンスを持った4円パチンコ用機種」（通称：CRAA機）の提案を行っている。
CRAA機は「約3000円で大当たりを得られるパチンコ機」をコンセプトとし、
- 大当たり確率（低確率）が1/40〜1/50
- 30分で大当たりする確率が約95%
- 1回の確率変動が終わるまでの平均出玉が約675個

というスペックを提唱している。また2010年5月20日には、上記のスペックを念頭に置いたパチンコメーカーの試作機の展示・試打会が行われた。
この後「CRAA機」という名称こそ使用されなかったものの、上記のスペックに該当する機種がいくつか発売された。

## ちょいパチ
2016年に日工組がCRAA機とほぼ同様のスペックを備えたパチンコ機として「ちょいパチ」を提唱している。
「ちょいパチ」の特徴は、
- 大当たり確率（低確率）が1/40以上
- ヘソ賞球が5個以上
- 機種名の先頭に「ちょいパチ」を（CR機であることを示す「CR」は省略する）、末尾に大当たり確率（分母の数値で表記）を付ける
- 高い大当たり確率により、約5〜10分で大当たりを得られる

というものである。「ちょいパチ」に相当するスペックのパチンコ機は2016年6月より順次発売されているが、店舗を限定した販売のため流通量は少ない。